# Aïn Abu Jemaa
Aïn Abu Jemaa ist ein altpaläolithischer Fundplatz am Euphrat, etwa 25 km nordwestlich von Deir ez-Zor an der Ostgrenze   Syriens gelegen. Dort wurden 1978 zahlreiche Gerätereste in einer Mine gefunden. Die steinernen Artefakte wurden der Zeit zwischen MIS 36 und 22 zugeordnet, was etwa der Zeit wenig vor 1,2 bis etwa 0,85 Millionen Jahren entspricht. Alle 355 Kerne und Abschläge befinden sich im Nationalmuseum Damaskus, ebenso wie die zehn Faustkeile.

## Survey, Geologie, Datierung
1976 bis 1980 fanden im Gebiet um Aïn Abu Jemaa Grabungen unter Leitung von Paul Sanlaville statt. 1978 wurden im Rahmen eines Surveys des Centre national de la recherche scientifique (Projekt RCP 438) altpaläolithische Artefakte in einem Steinbruch entdeckt. Da sich nicht mehr genau klären ließ, wo sie aufgesammelt worden waren, war eine Datierung anhand der Schicht, aus der sie entnommen wurden, nicht mehr möglich. Allerdings waren die Artefakte offenbar so starker Einwirkung der Umgebung ausgesetzt, dass sie wohl im zuunterst liegenden Geröll bewegt worden sein müssen, nicht in der darüberliegenden Sandschicht. So ließ sich eine Zuordnung in die unterste und damit älteste Schicht wahrscheinlich machen. Die Ablagerungen des Euphrats wurden mit Qf III, II und I formation bezeichnet, wobei „Qf“ für „Quaternary fluvial“ steht. Die Funde aus Aïn Abu Jemaa wurden der Formation Qf II zugeordnet, eine Bezeichnung, die wiederum auf den Fluss Euphrat und die geologische Epoche des Quartärs verweist. Dabei befindet sich der Fundplatz unmittelbar flussaufwärts von einem Basaltlager (Ayash). Datierungen an diesem Basaltlager kamen auf 402.000±11.000 Jahre. Das Geröll oberhalb des Lagers gilt als älter, doch ist nicht klar, ob sich die Ablagerung dort nicht über längere Zeit ereignet hat.

## Lithische Analyse
Unter den 355 Artefakten befanden sich 81 Nicht-Levallois-Kerne, 260 Abschläge und zehn Faustkeile.
Fast alle Artefakte, so etwa 77 der 84 Kerne, weisen starke Abrasionen auf, die typisch für ausgeprägte fluviale Bewegungen sind. Sie sind wohl jünger als MIS 36, jedoch älter als MIS 22, also mindestens 880.000 bis 850.000 Jahren alt. Ein einziger dieser Kerne weist jedoch praktisch keine Abrasionen auf, und auch an den Kanten weist er nur geringfügige Spuren auf. Daher wird angenommen, dass der Kern erst deutlich später in das Geröll geraten sein kann. Auch von den zehn Faustkeilen sind acht stark abradiert, zwei hingegen nur geringfügig. Ähnliches gilt für die 261 Abschläge (flakes).

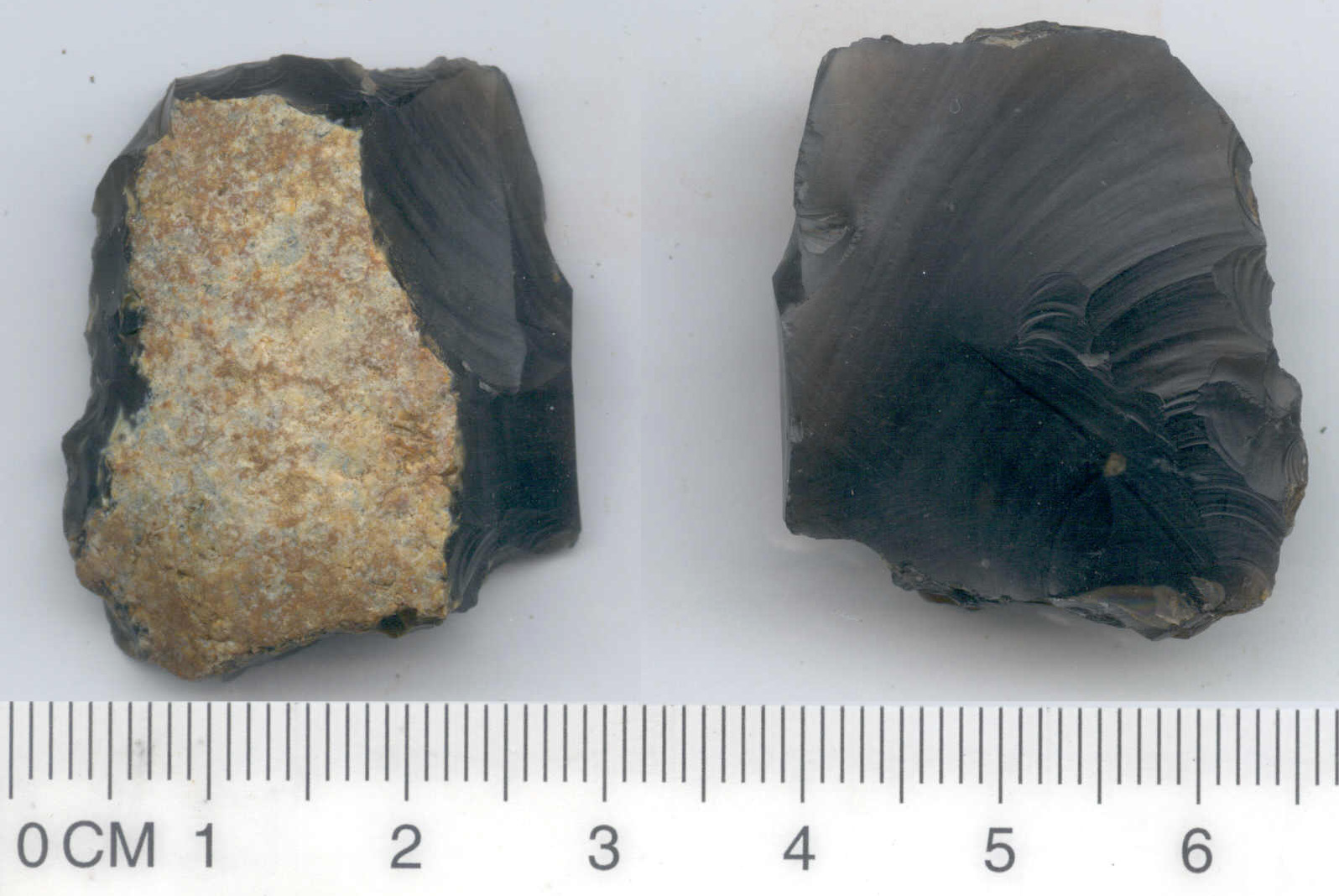
Neolithisches Beispiel für belassenen Cortex, in diesem Falle an einem Kratzer aus dem englischen Northamptonshire, typische Bearbeitungsspuren eines Harten Hammers

Sämtliche Geräte sind aus grobkörnigem Chert oder Flint gearbeitet. Dabei erlaubt der stark in Mitleidenschaft gezogene Kortex, auch Rinde genannt, keine Zuweisung zu einer bestimmten Herkunftsstelle. Die einzig bekannte in Frage kommende Stelle befindet sich im Dschebel al-Bischri. Da jedoch als Ausgangsmaterial runde Geröllstücke (Cobbles) benutzt wurden, muss eine entsprechende Rohstoffgewinnung vor Ort angenommen werden.
Die Kerne weisen eine durchschnittliche Maximallänge von 82,3 mm auf und wiegen im Schnitt 329 g. Sie sind ganz überwiegend (75,9 %) als sogenannte „migrating platform cores“ aufzufassen, wie sie durch ad hoc durchgeführte Abschläge entstehen. Im Schnitt wurde dabei nur zwei Mal bearbeitet, um einen Abschlag zu gewinnen, wobei es zu 2,8 Abschlägen kam. Beim Reduzieren wurden die Kerne nie lange bearbeitet, ähnlich wie in Maadan. Auch der überwiegend erhaltene Kortex – 55,2 % der Kerne hatten noch mehr als die Hälfte des Kortex – weist auf nur kurze Bearbeitungsepisoden hin.
Fünf der zehn mittelgroßen Faustkeile sind recht gut erhalten. Ihre Länge liegt zwischen 98 und 123,6 mm, ihre Breite zwischen 53,8 und 80,7 mm. Die Dicke variiert zwischen 28,1 und 54,7 mm. Die wenig intensive Bearbeitung beließ den Kern beinahe in der vorgefundenen Größe, zudem blieben erhebliche Teile des Cortex erhalten. Die beiden Faustkeile, an denen sich die Bearbeitungstechnik ermitteln ließ, wurden mittels eines Harten Hammers bearbeitet.
Die nach dem gängigen Vokabular mittelgroßen, dicken Abschläge (eine Auswahl, die durch den Flusstransport, vor allem aber durch das Auflesen selbst, bei dem größere Artefakte häufiger eingesammelt werden, erklärbar ist) sind im Durchschnitt 63,4 mm lang, wobei der kleinste nur 30,8, der größte hingegen 108,7 mm groß ist. Die Breite, im Schnitt bei 49,3 mm, variiert noch stärker. Sie reicht von 19,5 bis 119,6 mm. Auch die Dicke variiert zwischen 6,4 und 49,1 mm, liegt jedoch im Schnitt nur bei 19,3 mm.
Ein sidescraper bildet das einzige retuschierte Artefakt.
Am wenig weiter flussabwärts gelegenen Fundplatz Aïn Tabous wurden ähnliche Beobachtungen anhand der dort aufgefundenen 55 Kerne, 7 Faustkeile und 158 Abschläge gemacht.